# Центральная городская библиотека (Курск)
Центральная городская библиотека имени Ф. А. Семёнова — публичная библиотека, расположенная в городе Курск; ведёт свою историю от первой публичной библиотеки города, учрежденной городской думой в апреле 1894 года — в честь 100-летия со дня рождения местного астронома Фёдора Семёнова. Библиотека была открыта в июле 1897 года. В 1959 года городская массовая библиотека № 1 получила своё современное название. В 1973 году территория библиотеки была значительно расширена за счёт пристройки к старому зданию — появились новые отделы и фонды. Сегодня является частью муниципального бюджетного учреждения культуры «Централизованная система библиотек города Курска».

## История
Курская городская Дума 24 апреля 1894 года приняла постановление о создании бесплатной библиотеки. Открытие городской публичной библиотеки состоялось 4 июля 1897 года. При ней же действовала Пушкинская бесплатная библиотека-читальня. На 1917 год она насчитывала по одной оценке 7 (а по другой 35) тысяч книг. В 1919 году она стала губернской центральной библиотекой. В годы революции и Гражданской войны фонд сильно пострадал и его пришлось восстанавливать в 1920-е годы. В 1925 году насчитывалось 16 тысяч книг, а в 1931 году 62 тысячи книг. Во время Великой Отечественной войны здание библиотеки было разрушено, а книжный фонд почти полностью уничтожен. Но уже в годы войны началось её восстановление. И в 1943 году в библиотеке было 23 тысячи книг. С  1959 года библиотека стала Центральной городской библиотекой. В 1998 году Постановлением Администрации города Курска ей присвоено имя известного гражданина Курска. 